# Église Saint-Constantin-et-Sainte-Hélène de Souzdal
L'église Saint-Constantin-et-Sainte-Hélène, dite aussi Église du Tsar Constantin, (en russe : Цареконстантиновская церковь ou Церковь Константина и Елены) est une église orthodoxe de la ville de Souzdal. Jusqu'en 2009, elle se trouvait au sein de l'Église orthodoxe russe autonome non canonique. Confisquée à la demande de l'Agence fédérale de gestion du patrimoine de l'État elle avait jusque-là le statut de cathédrale de cette Église autonome. Son chef a le titre de Métropolite de Souzdal et de Vladimir avec résidence à Souzdal. À côté de l'édifice, se trouve l'église d'hiver chauffée, appelée église des Affligés (en russe : Скорбященская церковь) (1750—1787) ou de Notre-Dame-des-Affligés. En 2010, ces églises ont été transmises à l'Église orthodoxe russe.

## Histoire

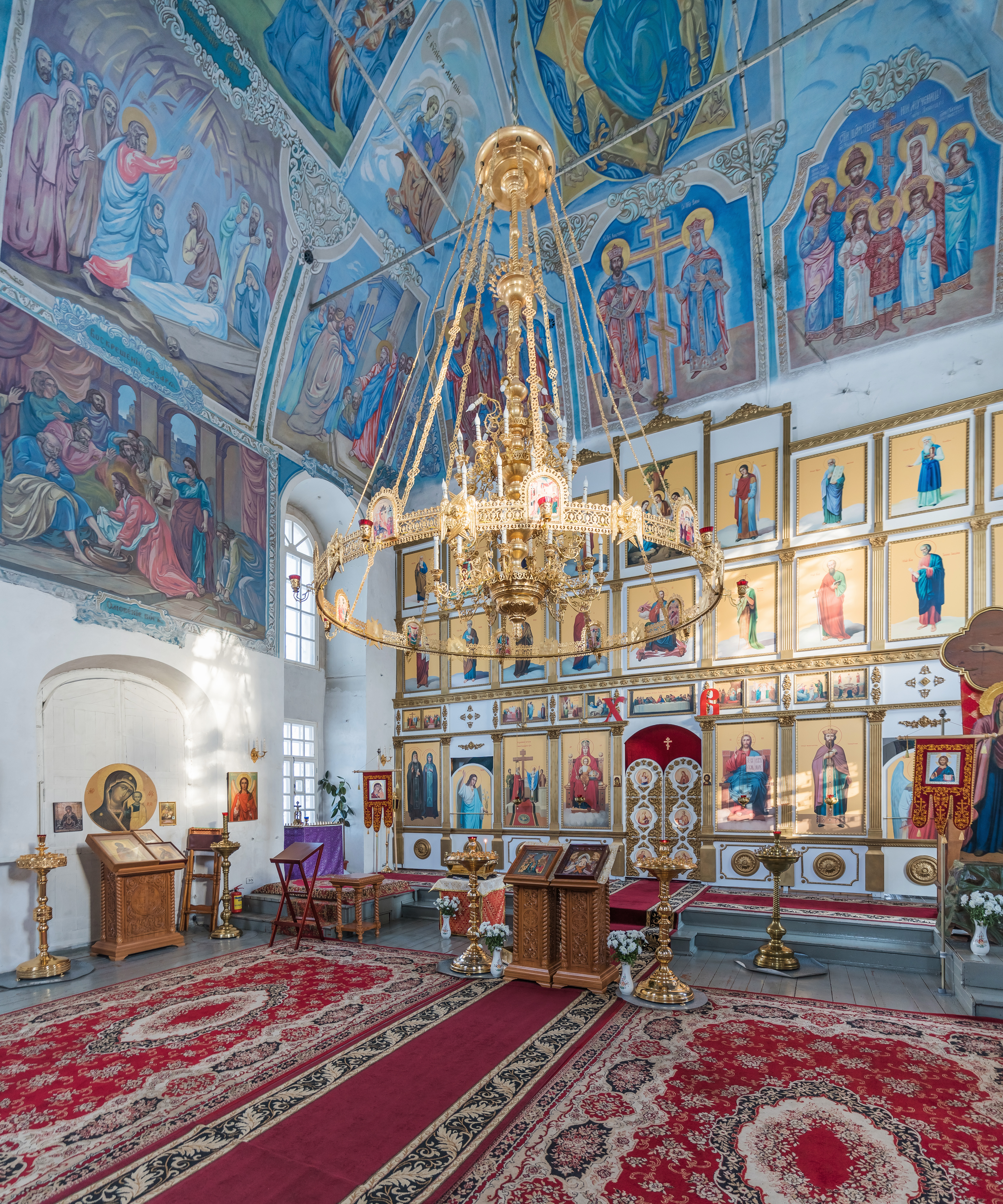
Interieur de l'église

Au début du XVIIe siècle, à l'emplacement actuel, se trouvait une église en bois dédiée à Constantin Ier (et à sa mère Hélène) qui favorisèrent le christianisme dans l'Empire romain. Cette église primitive fut détruite par la vétusté, et à sa place, avec les moyens mis à disposition par les paroissiens, fut construite en 1707 une église de pierre. C'est la dernière église à cinq coupoles construite à Souzdal. L'église voisine est une église d'hiver chauffée et est dédiée à Notre-Dame des Affligés.
C'est vers la fin du XVIIIe siècle, qu'une abside est construite contre l'église.
Durant la première moitié du XIXe siècle, du côté occidental est adjoint un paperte (parvis) de forme circulaire à trois portiques de style « empire ». Malgré la diversité des styles ce paperte s'inscrit dans la structure architecturale d'ensemble de l'édifice.
En 1923, l'église fut fermée et fut transformée en hangar pour le lin, puis en garage.
En 1988, les reliques de Sainte Euphrosyne de Souzdal furent transférées du musée de Souzdal dans l'église, ainsi que celles de saint Euthyme de Souzdal. Elles y sont demeurées jusqu'en 2009.
En avril 1990, le primat Valentin (Rousantsov) fit sortir l'église Saint-Constantin-et-Sainte-Hélène du Patriarcat de Moscou et de toute la Russie pour la faire entrer au sein de Église orthodoxe russe hors frontières. Puis, en 1995 au sein de l'Église orthodoxe russe autonome.
Le 5 février 2009, le tribunal d'arbitrage de l'oblast de Vladimir a décidé de soustraire l'église (ainsi que neuf autres) de sa juridiction ecclésiastique et de la faire rentrer sous la tutelle du pouvoir fédéral. Le 19 août 2009, une liturgie se déroula dans l'église.
31 décembre 2009, l'église fut transférée en utilisation gratuite perpétuelle à l'éparchie de Vladimir et Souzdal au sein de l'Église orthodoxe canonique et les travaux de restauration ont pu commencer dans l'église.
Le 7 janvier 2011, se tint pour la première fois après de nombreuses années, un service liturgique canonique orthodoxe.

## Liens
- Памятники архитектуры Суздаля. Цареконстантиновская и Скорбященская церкви
- Цареконстантиновская церковь (церковь Константина и Елены).
- Цареконстантиновский храм в Суздале
- Цареконстантиновская церковь в Суздале
- Суздаль. Цареконстантиновская и Скорбященская церкви
- Торговые ряды и Цареконстантиновская церковь
- Цареконстантиновская церковь (Суздаль)